# Лонган

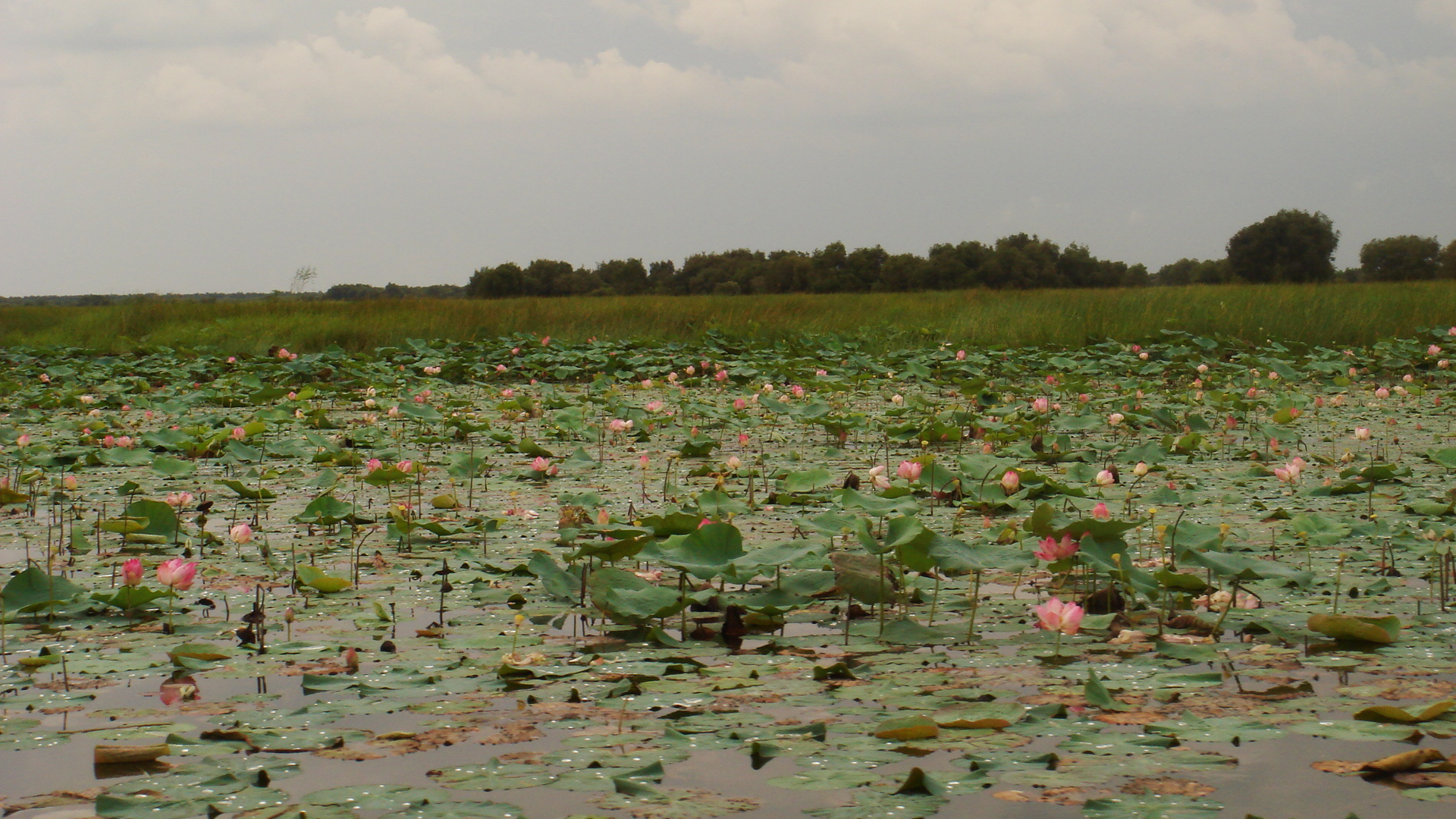
Пейзаж Лонгана в Đồng Tháp Mười (равнины Ридс)

Лонга́н (вьет. Long An, тьы-ном 隆安) — провинция на юге Вьетнама, примыкающая с юго-запада к агломерации Хошимина. Находится в дельте Меконга. Административный центр — город провинциального подчинения Танан — находится в 47 км от Хошимина и в 1766 км от Ханоя.

## Население
Динамика численности населения города по годам:
| 2009      | 2019      |
| --------- | --------- |
| 1 436 914 | 1 688 547 |

По данным на 2019 год численность населения составляет 1 688 547 человек, более 99 % из которых — вьеты. Также здесь проживает около 10 тыс. кхмеров и 3800 хоа.

## Административное деление
Провинция состоит из:
- города провинциального подчинения Танан

и следующих 13 уездов:
- Бенлык (Bến Lức)
- Кандыок (Cần Đước)
- Канзюок (Cần Giuộc)
- Тяутхань (Châu Thành)
- Дыкхоа (Đức Hòa)
- Дыкхюэ (Đức Huệ)
- Мокхоа (Mộc Hóa)
- Танхынг (Tân Hưng)
- Тантхань (Tân Thạnh)
- Танчу (Tân Trụ)
- Тханьхоа (Thạnh Hóa)
- Тхутхыа (Thủ Thừa)
- Виньхынг (Vĩnh Hưng)